# Стар Трек: Анимационният сериал
„Стар Трек: Анимационният сериал“ (на английски: Star Trek: The Animated Series) е американски анимационен сериал, чието действие се развива във вселената на Стар Трек. Той е продължение на „Стар Трек: Оригиналният сериал“.
Първоначалното заглавие на сериала е било само „Стар Трек“ (на английски: Star Trek или The Animated Adventures of Gene Roddenberry’s Star Trek), но впоследствие е преименуван на „Стар Трек: Анимацинният сериал“.
Сериалът е показван по NBC, а по-късно и по Nickelodeon, и Sci-Fi Channel.

## За сериала
Анимационният сериал е създаден от компанията Filmation и се състои от два сезона(общо 22 серии).
„Стар Трек: Анимационният сериал“ е продължение на телевизионния сериал „Стар Трек: Оригиналният сериал“ и разказва за края на петгодишната мисия на космическия кораб Ентърпрайз (на английски: USS Enterprise NCC-1701) под командването на капитан Кърк.
Независимо че анимационната версия има разлики с оригиналния сериал, успява да доведе „Оригиналният сериал“ до логичен завършек.

## Актьорски състав
Всички актьори от сериала „Стар Трек: Оригиналният сериал“ са били поканени да озвучават ролите в „Анимационният сериал“ с изключение на Уолтър Кенинг (Павел Чехов в „Оригиналният сериал“):
- Уилям Шатнър (капитан Джеймс Кърк)
- Ленърд Нимой (Спок)
- Де Форест Кели (Леонард Маккой)
- Джеймс Доуън (Монтгомъри Скот)
- Нишел Николс (Ухура)
- Джордж Такей (Хикару Сулу)
- Мейджъл Барет (Кристин Чапел)